# 斯托尼波因特 (北卡羅萊納州)
斯托尼波因特（英語：Stony Point）是位於美國北卡羅萊納州亞歷山大縣及艾爾代爾縣的普查規定居民點。

## 人口
根據2020年美國人口普查的數據，斯托尼波因特的面積為7.74平方千米，當中陸地面積為7.72平方千米，而水域面積為0.02平方千米。當地共有人口1146人，而人口密度為每平方千米148.06人。